# Волкотт (Індіана)
Волкотт (англ. Wolcott) — місто (англ. town) в США, в окрузі Вайт штату Індіана. Населення — 950 осіб (2020).

## Географія
Волкотт розташований за координатами 40°45′33″ пн. ш. 87°2′32″ зх. д. / 40.75917° пн. ш. 87.04222° зх. д. (40.759040, -87.042101).  За даними Бюро перепису населення США в 2010 році місто мало площу 1,53 км², уся площа — суходіл.

## Демографія
Згідно з переписом 2010 року, у місті мешкала 1001 особа в 385 домогосподарствах у складі 272 родин. Густота населення становила 653 особи/км².  Було 428 помешкань (279/км²).
Расовий склад населення:
| - 95,3 % — білих - 0,3 % — чорних або афроамериканців - 0,3 % — азіатів - 0,1 % — корінних американців - 1,1 % — осіб інших рас |

До двох чи більше рас належало 2,9 %. Частка іспаномовних становила 2,6 % від усіх жителів.
За віковим діапазоном населення розподілялося таким чином: 26,2 % — особи молодші 18 років, 56,4 % — особи у віці 18—64 років, 17,4 % — особи у віці 65 років та старші. Медіана віку мешканця становила 39,4 року. На 100 осіб жіночої статі у місті припадало 98,6 чоловіків;  на 100 жінок у віці від 18 років та старших — 92,4 чоловіків також старших 18 років.
Середній дохід на одне домашнє господарство  становив 56 691 долар США (медіана — 53 462), а середній дохід на одну сім'ю — 62 425 доларів (медіана — 58 750). Медіана доходів становила 51 333 долари для чоловіків та 27 283 долари для жінок. За межею бідності перебувало 7,3 % осіб, у тому числі 4,1 % дітей у віці до 18 років та 6,7 % осіб у віці 65 років та старших.
Цивільне працевлаштоване населення становило 496 осіб. Основні галузі зайнятості: виробництво — 28,8 %, освіта, охорона здоров'я та соціальна допомога — 19,6 %, роздрібна торгівля — 11,5 %, транспорт — 9,3 %.